# فورمرلاند
فورمرلاند Wormerland  هي مدينة وبلدية بمقاطعة شمال هولندا، هولندا.

## طوبوغرافيا
خريطة طوبوغرافية هولندية لبلدية فورمرلاند، ديسمبر 2015، (تقرأ بعد ثلاث نقرات على الخريطة).

## معرض صور

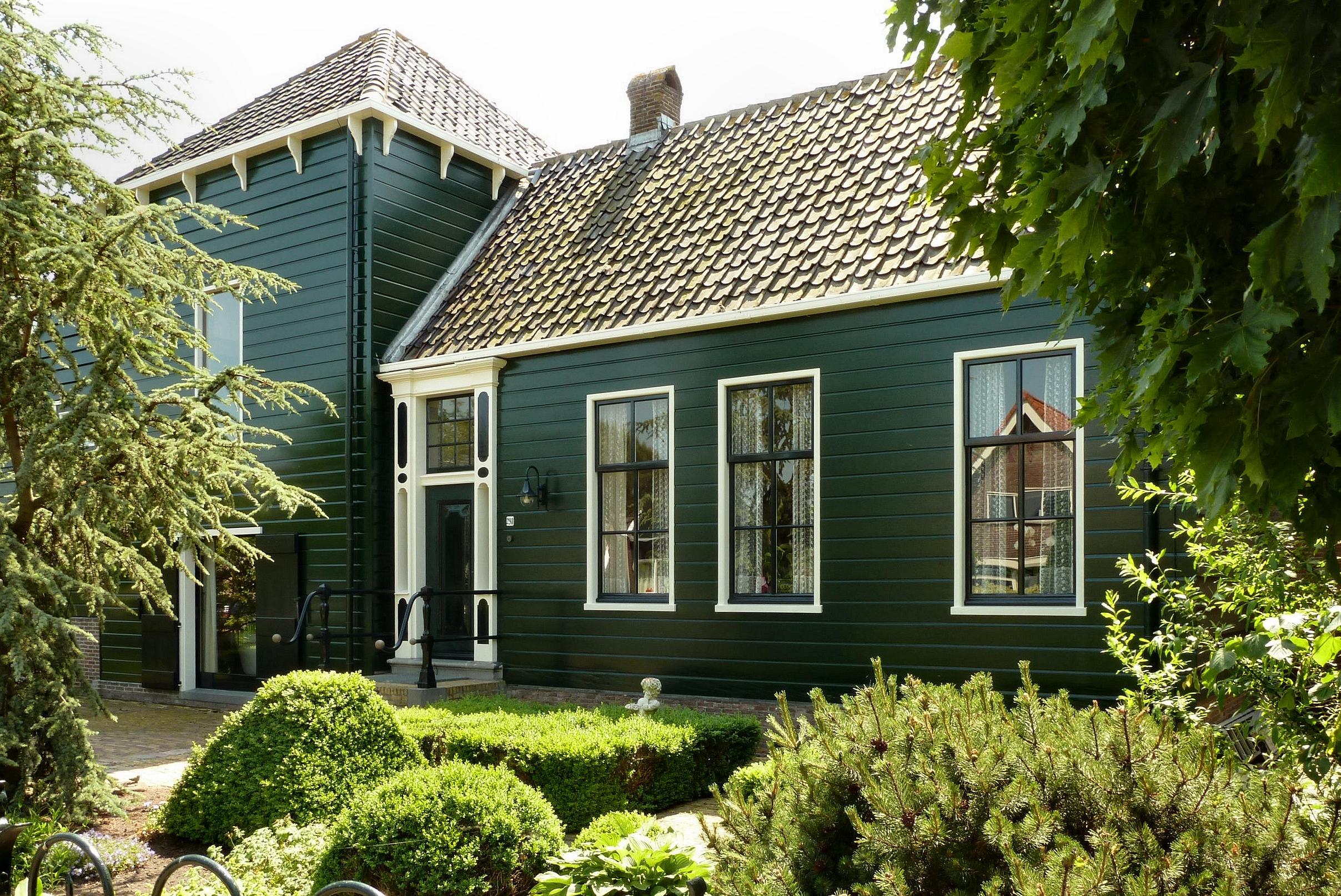
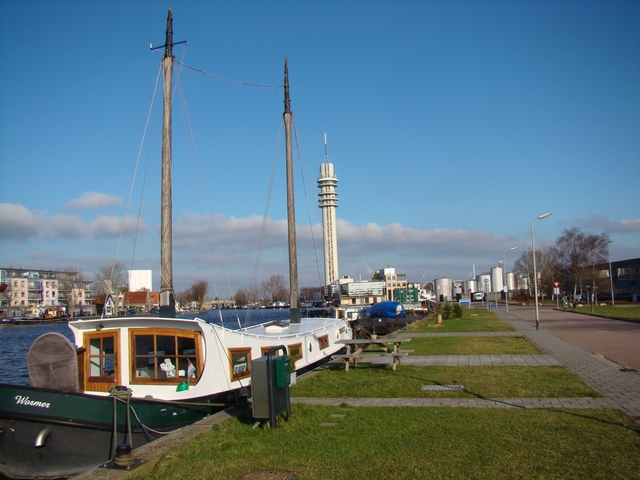
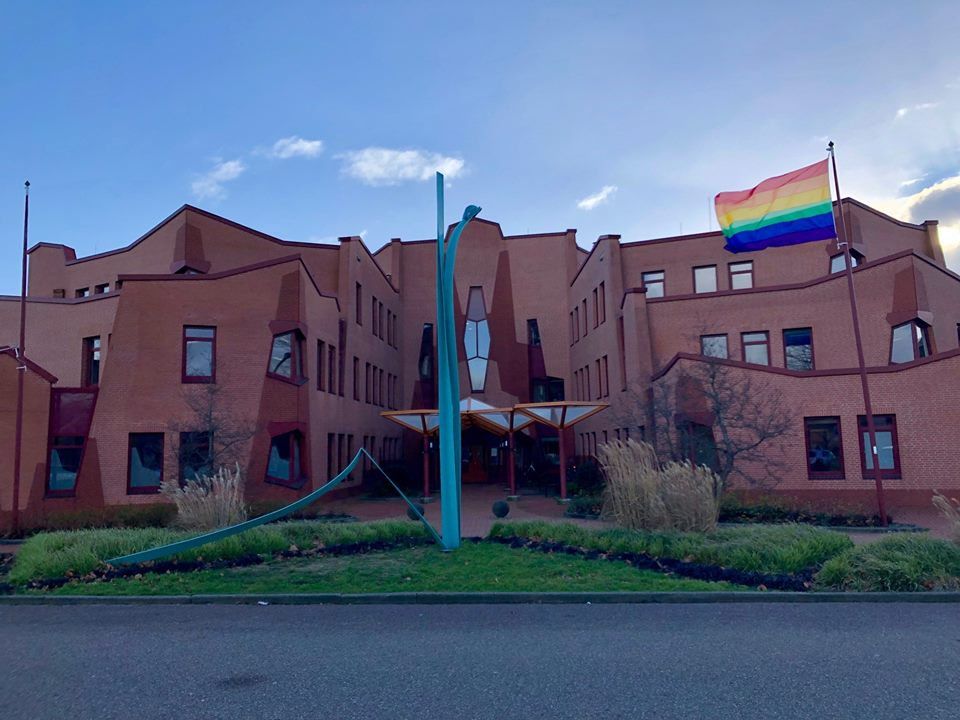
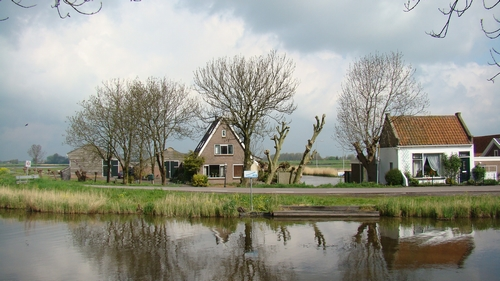